# Comano Terme
Comano Terme (im lokalen Dialekt: Comàn) ist eine italienische Gemeinde (comune) mit 2958 Einwohnern (Stand 31. Dezember 2023) in der Provinz Trient, Region Trentino-Südtirol. Sie gehört zur Talgemeinschaft Comunità delle Giudicarie.

## Geographie
Die Streugemeinde liegt etwa 17,5 Kilometer westsüdwestlich von Trient in den Äußeren Judikarien auf der orographisch rechten Uferseite der Sarca, die zugleich die nördliche Gemeindegrenze bildet.

## Verwaltungsgliederung
Die Gemeinde Comano Terme besteht aus den 20 Fraktionen Biè, Bono, Campo Lomaso, Cares, Cillà, Comano, Comano Terme, Comighello, Dasindo, Duvredo, Godenzo, Lundo, Poia, Santa Croce, Sesto, Tignerone, Vergonzo, Val Algone, Vigo Lomaso und Villa. Der Gemeindesitz liegt in Ponte Arche.

## Geschichte
Bis 2009 bestanden mit Lomaso (Lomaß) und Bleggio Inferiore (Niederpless oder Niederbletsch) noch zwei separate Gemeinden, die am 1. Januar 2010 zur Gemeinde Comano Terme fusionierten.

## Verkehr
Entlang des südlichen Ufers der Sarca führt die Staatsstraße 237 del Caffaro von Brescia nach Calavino.

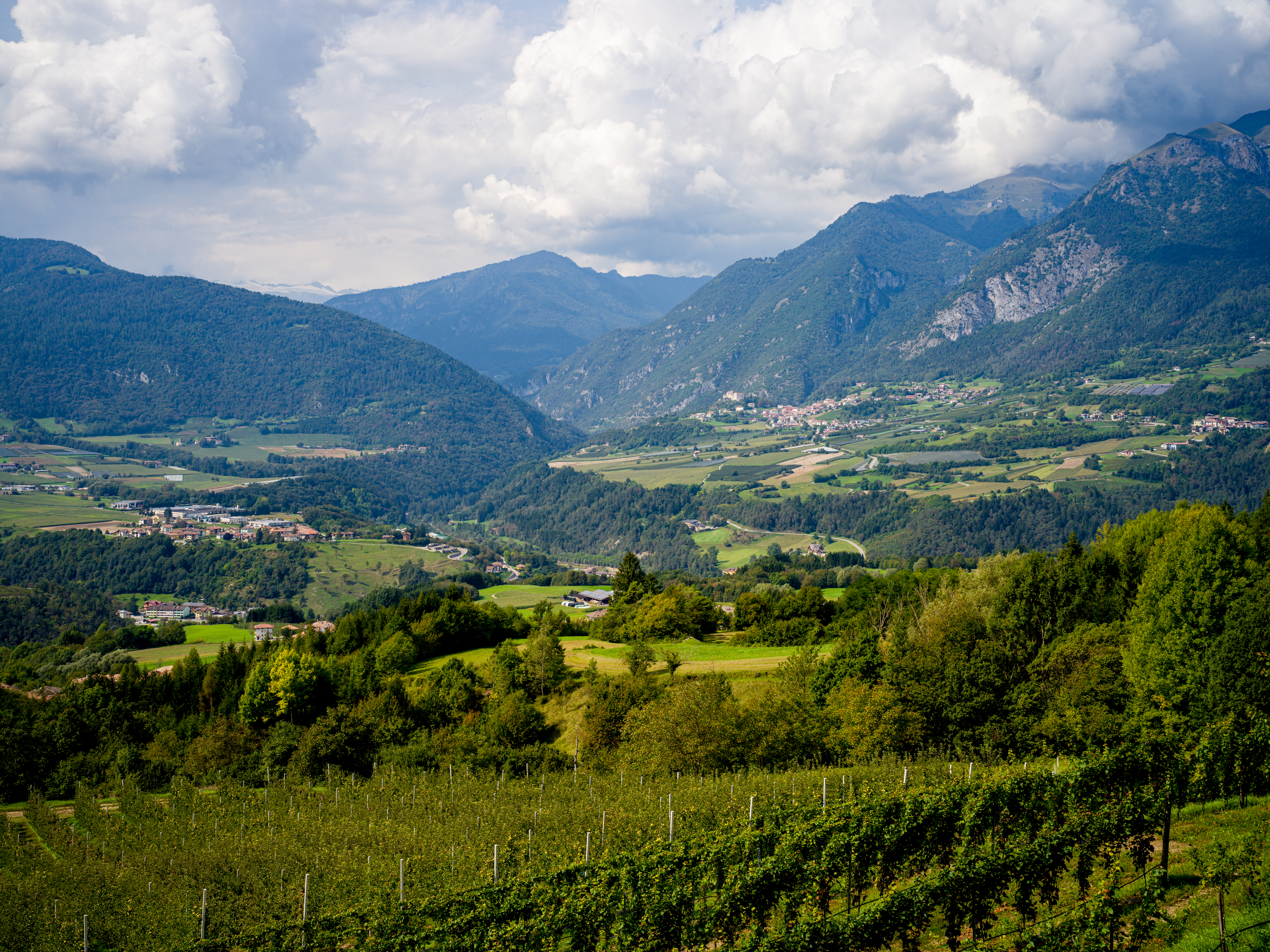
Links Comano Terme, rechts Stenico (mit der Burg)
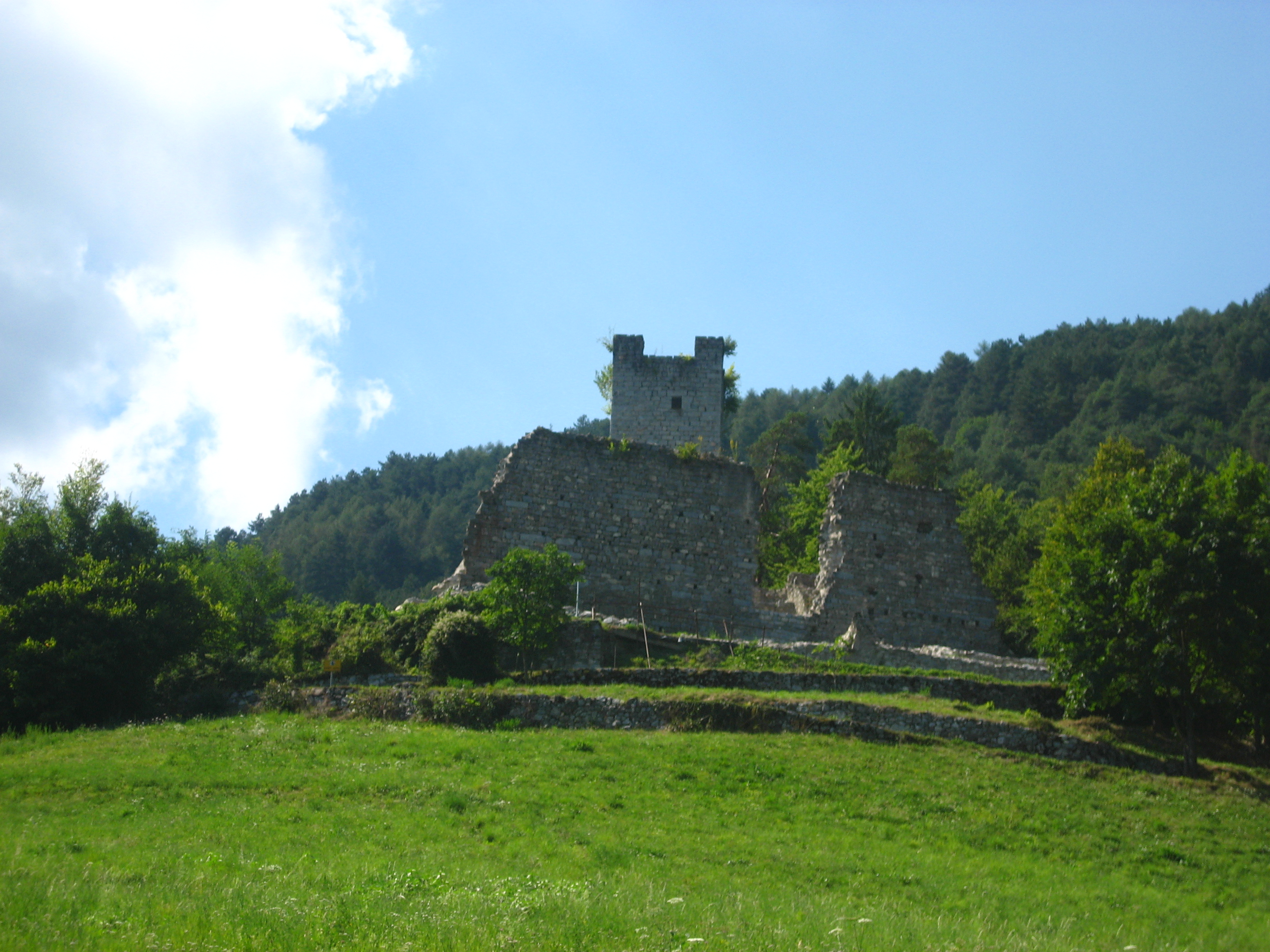
Castel Restor
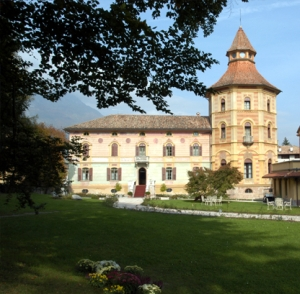
Villa Luti, Campo
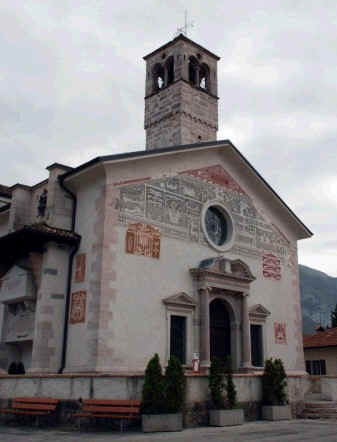
Kirche St. Assunta, Dasindo
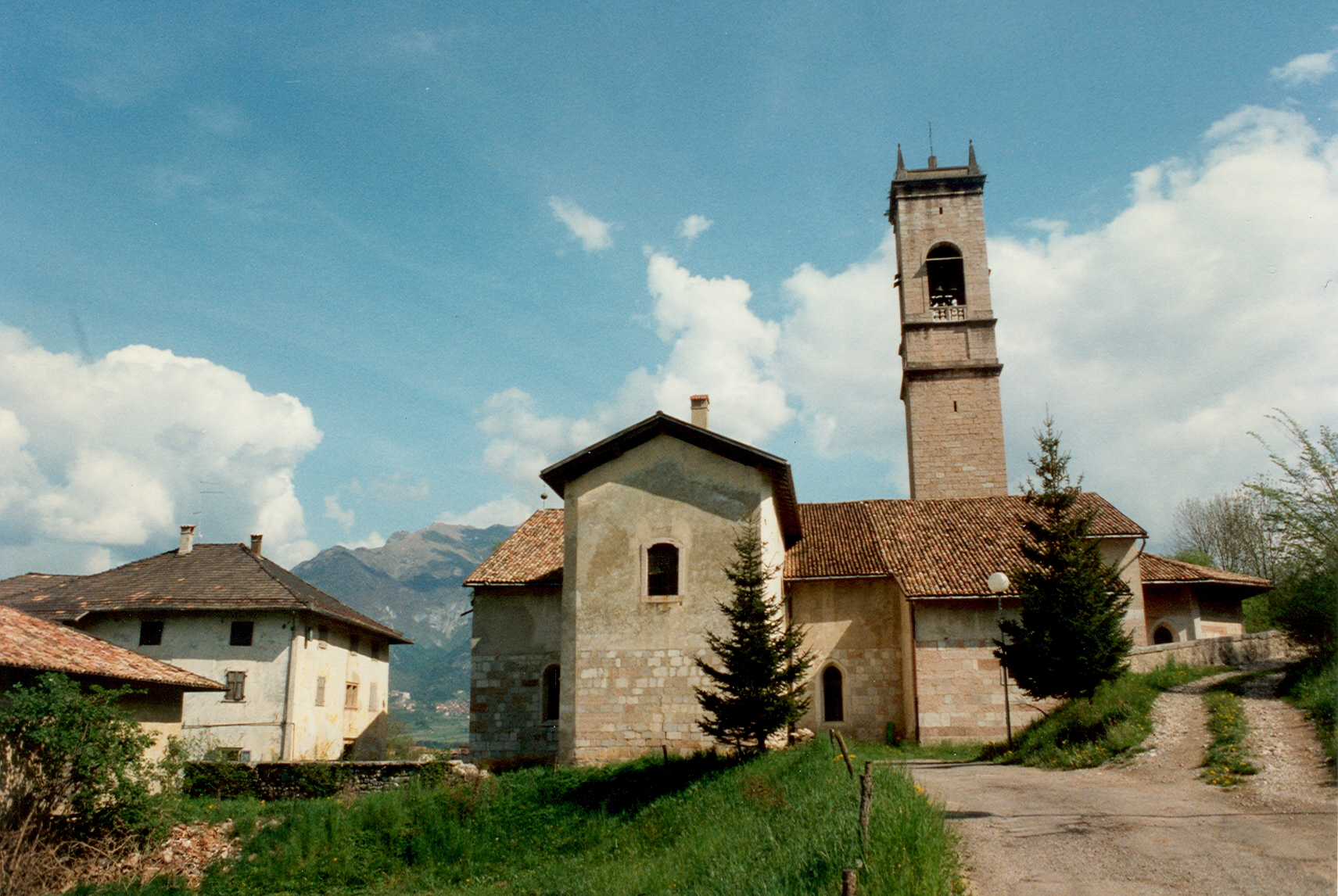
Kirche S. Lorenzo, Vigo Lomaso